# Coenotephria plurilineata
Coenotephria plurilineata är en fjärilsart som beskrevs av Walker 1861. Coenotephria plurilineata ingår i släktet Coenotephria och familjen mätare. Inga underarter finns listade i Catalogue of Life.